# Sleepy
Sleepy är en EP av det amerikanska indierock-bandet Catherine. Skivan släpptes ursprungligen 1993 på March Records men återutgavs senare av TVT Records 1994. EP:n är producerad av Billy Corgan från bandet The Smashing Pumpkins och Catherines dåvarande trummis Kerry Brown. Låtar från albumet fick stor uppmärksamhet i amerikanska college-radiostationer.

## Låtlista
1. "Idiot"
2. "It's No Lie"
3. "Sleep"
4. "Insect Tree"
5. "Sleepy"

## Medlemmar
- Jerome Brown
- Kerry Brown
- Cliff Fox
- Neil Jendon
- Mark Rew